# Mario Bunge
Mario Augusto Bunge (Buenos Aires, 21 settembre 1919 – Montréal, 24 febbraio 2020) è stato un filosofo e fisico argentino attivo soprattutto in Canada.

## Biografia
Iniziò gli studi all'Università di La Plata, laureandosi nel 1952 con un dottorato in scienze fisico-matematiche. Dal 1956 ha insegnato fisica teorica all'Università di Buenos Aires (1956-66) e La Plata (1956-59) e filosofia all'Università di Buenos Aires (1957-63). Dal 1966 ha insegnato all'Università McGill di Montréal, dove deteneva la cattedra Frothingham di logica e metafisica.
È stato visiting professor di filosofia in varie Università tra le quali: University of Pennsylvania (1960-61), Universidad de la República, Montevideo (1961-62), Texas (1963), Friburgo (1966), Universidad Autónoma de México (1968), Aarhus (1972), ETH Zurigo (1973) e Ginevra (1986-87). È stato anche visiting professor di fisica e filosofia alle università Temple (1963-64), Delaware (1964-65) e professore di ricerca all'Universidad Nacional Autónoma de México (1975-76), Ginevra (1986-87) e Genova (1993-94).
È scomparso nel febbraio 2020, cinque mesi dopo il suo 100-esimo compleanno.

## Pensiero
I suoi interessi principali sono la filosofia della scienza, i fondamenti della fisica e della psicologia, la filosofia della mente, le scienze sociali e l'etica. Il suo pensiero è improntato a razionalismo, realismo scientifico, materialismo e consequenzialismo, ma Bunge si è sempre distanziato dal positivismo logico, tanto da occuparsi anche di metafisica, che il Circolo di Vienna considerava priva di significato. In campo politico, Bunge si è definito un "liberale di sinistra", nella tradizione argentina di José Ingenieros e Carlos Octavio Bunge (suo zio).

## Pubblicazioni
Bunge ha esposto buona parte del proprio pensiero filosofico nel Treatise on basic philosophy (Trattato di filosofia fondamentale) (1984-89), un lavoro monumentale in 8 volumi, comprendente aspetti di semantica, ontologia, epistemologia, filosofia della scienza e etica. In quest'opera e in più di 80 libri (comprese le traduzioni) e 400 articoli, Bunge ha sviluppato una visione scientifica globale che ha poi applicato a diverse scienze naturali e sociali.
Il suo libro La ciencia, su método y su filosofía (1960), dove introduce le basi del metodo scientifico e le sue applicazioni, è diventato un classico. Tra le sue pubblicazioni si possono ricordare anche: La causalità. Il posto del principio causale nella scienza moderna (1959), Filosofia della fisica (1973), Materialismo scientifico (1981), Social Science Under Debate (1998) e il Dizionario di filosofia (1998).

## Riconoscimenti
Bunge ha ricevuto moltissime lauree honoris causa e docenze onorarie. Nel 1982 ha ricevuto il Premio Principe delle Asturie.

## Opere principali
- La ciencia, su método y su filosofía. Buenos Aires: Eudeba, 1960 (in francese: La science, sa méthode et sa philosophie, Parigi: Vigdor, 2001, ISBN 2-910243-90-7)
- Intuition and Science, Prentice-Hall, 1962 (in francese: Intuition et raison, Parigi: Vigdor, 2001, ISBN 2-910243-89-3)
- La Investigación Científica. Su estrategia y su filosofía, Barcellona: Ediciones Ariel, 1969 (in inglese: Scientific Research. Strategy and Phylosophy)
- Philosophy of Physics, Dordrecht: Reidel, 1973
- The Mind-Body Problem, Oxford: Pergamon, 1980
- What is Pseudoscience, The Skeptical Inquirer, Vol. 9, N. 1, (autunno 1984), pp. 36–46
- Treatise on basic philosophy (8 volumi), Dordrecht: Reidel, 1974-89
- Finding Philosophy in Social Science. Yale University Press, 1996
- Dictionary of Philosophy. Amherst: Prometheus Books, 1998
- La relación entre la sociología y la filosofía, Madrid: Edaf, 2000
- Philosophy in Crisis. Amherst: Prometheus Books, 2001
- Emergence and Convergence: Qualitative Novelty and the Unity of Knowledge, Toronto: University of Toronto Press, 2003
- Chasing Reality: Strife over Realism, Toronto: University of Toronto Press, 2006